# 阿爾甘達卜河
31°50′58″N 65°53′18″E / 31.84944°N 65.88833°E

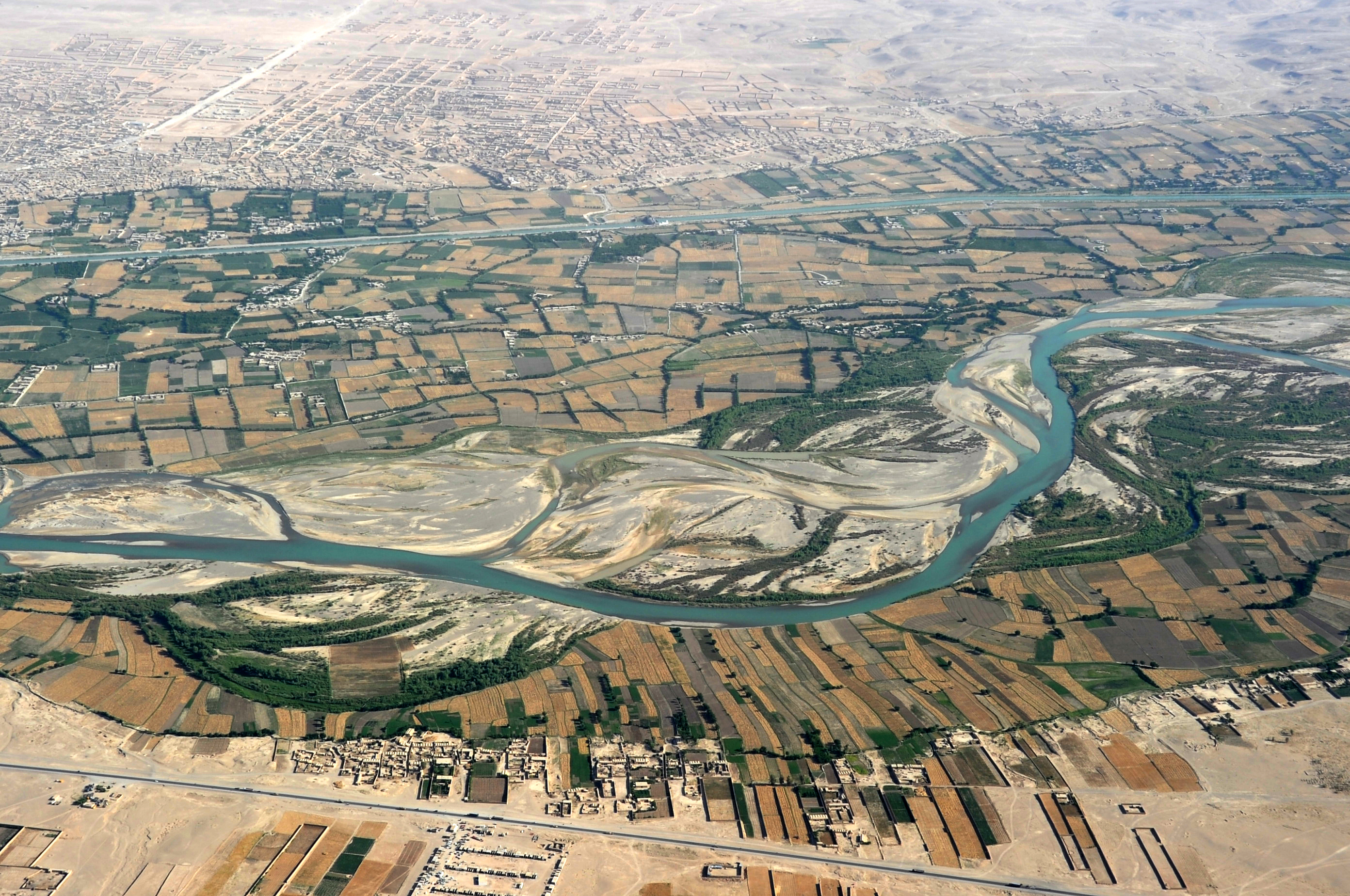

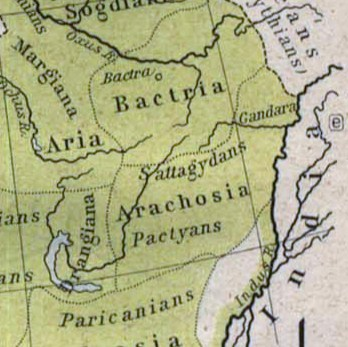

阿爾甘達卜河（波斯語：‎），是阿富汗的河流，河道全長約400公里，流域面積77,308平方公里，發源自加兹尼西北面，最終注入赫爾曼德河，下游用作灌溉。